# Annika Fröhlich
Annika Fröhlich (* 1. Mai 1986 in München) ist eine ehemalige deutsche Fußballspielerin, die von 2005 bis 2013 für die Münchener Vereine FC Bayern und FFC Wacker aktiv war.

## Spielerkarriere

### Vereine
Fröhlich gehörte zur Saison 2005/06 dem Kader des FC Bayern München an und bestritt in der Bundesliga sieben Punktspiele, in denen sie allerdings torlos blieb. Sie debütierte am 2. April 2006 (15. Spieltag) bei der 0:4-Niederlage im Auswärtsspiel gegen den FCR 2001 Duisburg mit Einwechslung für Kathleen Krüger in der 60. Minute. In der Folgesaison gehörte sie ebenfalls dem Kader an, wurde jedoch in keinem Punktspiel eingesetzt.
Nach ihrem Studium der Betriebswirtschaftslehre – sie spielte bereits für die Studentennationalmannschaft – schloss sie sich zur Saison 2009/10 dem Zweitligisten FFC Wacker München an, für den sie allerdings nicht zum Ligaeinsatz kam. Sie bestritt jedoch beide Relegationsspiele gegen den Tabellenzehnten der Nordgruppe um den Klassenverbleib, den sich Holstein Kiel durch das 1:0 im Rückspiel in Kiel sicherte.
Von der Saison 2010/11 bis 2012/13 war sie mit der Mannschaft in der drittklassigen Regionalliga Süd aktiv und bestritt in diesem Zeitraum 33 Punktspiele und erzielte elf Tore. Ihre ersten beiden erzielte sie am 5. September 2010 (2. Spieltag) beim 3:2-Sieg im Heimspiel gegen Germania Wiesbaden.

### Nationalmannschaft
Als Studentin nahm Fröhlich mit der Studentinnen-Nationalmannschaft des adh an der  Universiade 2007 in Bangkok und 2009 in Belgrad teil. Bei letzterer bestritt sie am 30. Juni, 3. und 4. Juli die drei Gruppenspiele über jeweils 90 Minuten gegen die Studentenauswahlmannschaften Koreas (0:4), Brasiliens (0:3) und Südafrikas (7:2). In den Platzierungsspielen Platz 9 bis 12 kam sie am 8. Juli beim 4:0-Sieg über die Auswahl Serbiens ebenfalls 90 Minuten zum Einsatz und im Spiel um Platz 9 15 Minuten bei der 0:2-Niederlage gegen die Auswahl Polens.

## Trainerkarriere
In der Saison 2013/14 war sie Co-Trainerin des Regionalligisten FFC Wacker München.